# Aeropuerto Internacional de Füzuli
El Aeropuerto Internacional de Füzuli (en azerí: Füzuli Beynəlxalq Hava Limanı) es un aeropuerto internacional en la ciudad de Füzuli de Azerbaiyán. Es uno de los siete aeropuertos internacionales del país.

## Historia
El 17 de octubre de 2020, la ciudad de Füzuli fue recapturada por el ejército azerbaiyano después de 28 años de ocupación por las fuerzas armenias. Después de esto, el gobierno de Azerbaiyán inició un proceso de desminado para limpiar la ciudad y las áreas circundantes de las minas terrestres.
El 26 de noviembre de 2020, el Ministerio de Transporte, Comunicaciones y Altas Tecnologías de Azerbaiyán informó que la Organización de Aviación Civil Internacional (OACI) había aceptado el llamamiento de la Administración Estatal de Aviación Civil para incluir seis aeropuertos, incluido el aeródromo de Füzuli, en su catálogo de códigos de aeropuertos internacionales. En enero de 2021, el presidente de Azerbaiyán, Ilham Aliyev, emitió un decreto sobre la construcción de un aeropuerto internacional en Fuzuli. El 14 de enero tuvo lugar la ceremonia de inauguración del futuro aeropuerto. La pista se completó y utilizó por primera vez el 5 de septiembre de 2021. El avión de pasajeros Airbus A340-500 de Azerbaijan Airlines y el avión de carga Boeing 747-400 propiedad de Silk Way Airlines realizaron vuelos de prueba exitosos y aterrizaron en el aeropuerto.